# Cryptomeria mabillei
Cryptomeria mabillei är en fjärilsart som beskrevs av Saalmüller 1880. Cryptomeria mabillei ingår i släktet Cryptomeria och familjen nattflyn. Inga underarter finns listade i Catalogue of Life.